# Han Shundi
Han Shundi (漢順帝T, Hàn ShùndìP; 115 – 144) nato Liu Bao (劉保T, Liú BǎoP), è stato l'ottavo imperatore cinese della dinastia Han Orientale dal 125 al 144.